# Бета-2-адреностимулятори

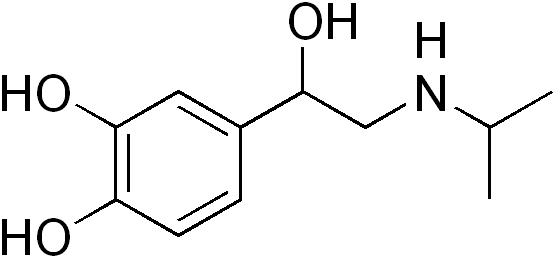
Ізопреналін — перший представник неселективних β2-адреностимуляторів

Сальбутамол — перший представник селективних β2-адреностимуляторів

β2-адреноміметики,, бета-2-агоністи, Β-2-агоністи, стимулятори β-2-адренорецепторів, β-адренолітики (заст.  бета-2-адреностимулятори (β2-адреностимулятори)) — група лікарських препаратів, механізм дії яких полягає у стимуляції бета-2-адренорецепторів, та які застосовуються переважно для лікування хронічних захворювань дихальної системи, що супроводжуються бронхоспазмом, а також в акушерстві для зниження тонусу і розслаблення гладких м'язів матки при загрозі передчасних пологів.

## Історія створення

Орципреналін

Сальметерол — перший селективний β_{2}-адреностимулятор тривалої дії

Початок застосування препаратів, які стимулюють адренорецептори, для лікування бронхіальної астми та інших обструктивних захворювань легень припадає на 1900 рік, коли для лікування бронхіальної астми уперше застосований адреналін — неселективний α- та β-адреностимулятор. Але при застосуванні адреналіну часто спостерігались побічні ефекти (тахікардія, аритмогенна дія, головний біль), при інгаляціях цього препарату часто спостерігалися пошкодження слизової оболонки верхіх дихальних шляхів, недоліком застосування адреналіну є також короткочасність дії препарату (1—1,5 годин). Ці фактори стали стимулом для подальшої розробки більш ефективніших та безпечніших препаратів для лікування бронхоспазму.
У 1940 році уперше синтезовано ізопреналін — синтетичний катехоламін, похідне адреналіну, що є неселективним β2-адреностимулятором, і має властивості також β1-адреноміметика. При його застосуванні спостерігалось менше побічних ефектів. Але цей препарат також мав короткий період дії (1—1,5 годин), що пов'язано із руйнуванням препарату ферментом легеневою катехол-О-метилтрансферазою, і окрім цього, біотрансформація ізопреналіну призводила до утворення метаболітів, що мають властивості β-блокаторів. У 1963 році в лабораторії компанії «Boehringer Ingelheim» синтезований орципреналін — неселективний β2-адреностимулятор, що хоча й має нижчу активність у порівнянні з ізопреналіном, але має триваліший період дії та спорідненість до адренорецепторів бронхів та меншу — до адренорецепторів міокарду та кровоносних судин.
Але неконтрольоване застосування неселективних бета-агоністів призвело до підвищення смертності серед хворих бронхіальною астмою, що пов'язають із накопиченням у результаті передозування цих препаратів їх метаболітів, що мають властивості бета-блокаторів та сприяють бронхоспазму, а також збільшенню частоти ускладнень з боку серцево-судинної системи та смертності хворих. Подальші наукові дослідження в області фармакології призвели до синтезу в 1967 році у Великій Британії першого селективного β2-адреностимулятора короткої дії — сальбутамола, що був розроблений у лабораторії структурного підрозділу компанії «GlaxoSmithKline». На початку 80-х років ХХ століття також у лабораторії компанії «GlaxoSmithKline» синтезований перший β2-адреностимулятор із тривалим періодом дії — сальметерол, а у 1986 році в Японії розроблено інший адреностимулятор тривалої дії — формотерол. Паралельно із розробкою β2-адреностимуляторів тривалої дії продовжуються роботи по синтезу β2-агоністів ультратривалої дії (більше 24 годин), що призвели до створення першого ультратривало діючого β2-адреностимулятора в 2009 році в лабораторії компанії «Novartis» — індакатеролу.

## Класифікація

Індакатерол — перший селективний β_{2}-адреностимулятор ультратривалої дії

Усі препарати групи бета-2-адреностимуляторів можна поділити по селективності їх дії на β2-адренорецептори. До препаратів неселективної дії, що, крім β2-адренорецепторів, діють також і на β1-адренорецептори (у тому числі адренорецептори, що розміщені в міокарді, кровоносних судинах та інших органах), та мають короткий період дії, відносяться ізопреналін, орципреналін та гексопреналін. Селективні β2-адреностимулятори поділяються по тривалості дії на препарати короткої дії, до яких відносяться сальбутамол (а також лівообертаючий ізомер сальбутамолу — левосальбутамол), фенотерол та тербуталін. До β2-адреностимуляторів тривалої дії відносяться сальметерол, формотерол, кленбутерол та бамбутерол. Виділяють також β2-адреностимулятори ультратривалої дії, першим представником яких є індакатерол.

## Механізм дії
Механізм дії усіх бета-2-адреностимуляторів полягає у стимуляції β2-адренорецепторів, які переважно знаходяться у гладкій мускулатурі бронхів, а також міометрію та кровоносних судин, шляхом активації внутрішньоклітинної аденілатциклази, яка утворює комплекс із G-протеїном, під впливом якого підвищується утворення циклічного АМФ та стимуляція протеїнкінази типу А, що призводить до розслаблення гладкої мускулатури внутрішніх органів. Селективні β2-агоністи не руйнуються ферментом легеневою катехол-О-метилтрансферазою, тому мають триваліший період дії, і можуть застосовуватися як інгаляційно, так і перорально та парентерально. Фенотерол та формотерол є конкурентними антагоністами β2-адренорецепторів, що забезпечує швидший початок дії препаратів, але й більшу ймовірність виникнення побічних ефектів (у тому числі «синдрому рикошету» — посилення бронхоспазму при перевищенні рекомендованих доз препарату, та підвищення толерантності до цих лікарських препаратів). Сальбутамол та сальметерол є неконкурентними антагоністами β2-адренорецепторів, тому при їх застосуванні спостерігається повільніший початок дії у порівнянні з конкурентними антагоністами бета-адренорецепторів, але й менша кількість побічних ефектів навіть при тривалому застосуванні. Тривалий період дії сальметеролу та формотеролу обумовлений вищою ліпофільністю цих препаратів. Формотерол, на відміну від сальметеролу, має незначну ліпофільність, тому після проникнення у клітини дихальних шляхів препарат швидко дифундує у плазматичну мембрану, в якій створюється своєрідне депо формотеролу, з якого препарат проходить у міжклітинний простір та одночасно зв'язується з адренорецепторами гладких м'язів і ліпідами, що забезпечує як швидкий початок дії препарату (1—3 хвилини після інгаляції), так і довготривалість (до 12 годин) ефекту застосування формотеролу. Внутрішньоклітинний механізм дії сальметеролу дещо відрізняється від механізму дії інших β2-агоністів. Сальметерол у зв'язку з наявністю довгого ліпофільного салігінінового ланцюжка («хвоста» молекули) має дуже високу ліпофільність (у 10000 разів вищу за ліпофільність сальбутамолу). Під час проходження у клітини дихальних шляхів сальметерол швидко проникає у мембрани клітин та закріпляється біля структур суміжних із β2-адренорецептором, а довга ліпофільна частина молекули препарату зв'язується з неактивною частиною рецептора, що забезпечує тривалий ефект сальметеролу. Мембрани клітин дихальної системи стають своєрідним «депо» для препарату, із яких сальметерол повільно дифундує до клітин гладких м'язів дихальних шляхів. Під впливом β2-адреностимуляторів зменшується виділення медіаторів запалення із опасистих клітин (у тому числі виділення гістаміну та лейкотрієнів), зменшується проникність капілярів (що сприяє попередженню розвитку набряку слизової оболонки бронхів) та модуляція вироблення слизу бронхіальними залозами, що призводить до оптимізації мукоциліарного кліренсу. Але зниження виділення медіаторів запалення та зниження проникності капілярів при застосуванні β2-адреностимуляторів не супроводжуються зменшенням кількості клітин запалення у слизовій оболонці бронхів (у тому числі активованих — макрофагів, еозинофілів та лімфоцитів), що теоретично може призвести до посилення запального процесу в дихальних шляхах (наприклад, при появі після застосування адреностимуляторів можливості зробити вільніших подих, і при цьому вдихнути велику кількість екзогенних алергенів). При інгаляційному застосуванні препарати групи діють практично лише на β2-адренорецептори бронхів та лише незначно впливають на адренорептори в інших органах. Підвищення ефективності бета-2-адреностимуляторів при інгаляційному застосуванні спостерігається при сумісному застосуванні з інгаляційними кортикостероїдами та м-холінолітиками. Частина препаратів групи (неселективні адреностимулятори, а також сальбутамол і фенотерол) мають токолітичну дію, що призводить до зниження тонусу і розслаблення гладких м'язів матки, та застосовуються при загрозі передчасних родів та істміко-цервікальній недостатності. Кленбутерол окрім властивостей бронхолітика має анаболічні властивості, та використовується для швидкого нарощування м'язової маси культуристами або для підтримання форми тіла сумісно з відвідуванням тренажерних залів.

## Фармакокінетика
Більшість препаратів групи β2-адреностимуляторів добре всмоктуються при пероральному застосуванні, але біодоступність при пероральному застосуванні адреностимуляторів низька у зв'язку із наявністю у метаболізмі цих препаратів ефекту першого проходження через печінку. Основним шляхом застосування препаратів групи є інгаляційний, при якому при різних фомах застосування (через небулайзер, вдихання сухого порошку або аерозолю) біодоступність препаратів складає від 5 до 38%. Виключення складає препарат із ультратривалою дією індакатерол, біодоступність якого при інгаляційному застосуванні складає 43%. Частина препаратів групи застосовується також парентерально, переважно внутрішньовенно, при цьому біодоступність препаратів складає 100%. Препарати групи погано зв'язуються з білками плазми крові (у середньому 14—25%). Більшість препаратів з групи β2-адреностимуляторів створюють високі концентрації у більшості тканин організму, проникають через плацентарний бар'єр та виділяються в грудне молоко. Метаболізуються препарати групи переважно в печінці, а також у інших тканинах організму під дією ферментів моноамінооксидази та катехол-О-метилтрансферази. Період напіввиведення з плазми препаратів групи варіює від 2 хвилин у ізопреналіну до 24 годин у індакатеролу. Виводяться β2-адреностимулятори з організму як із сечею, так і з калом, частково у вигляді неактивних метаболітів, частково у незміненому вигляді.

## Показання до застосування
Основними показами до застосування β2-адреностимуляторів є бронхообструктивні захворювання дихальної системи (бронхіальна астма, хронічне обструктивне захворювання легень, емфізема легень), при яких агоністи β2-адренорецепторів застосовуються переважно інгаляційно, часто у комбінації з інгаляційними глюкокортикоїдами або м-холінолітиками. У випадку бронхообструктивних захворювань адреностимулятори можуть застосовуватися у небулайзерах, дозованих аерозолях та у вигляді дозованих сухих порошків. Сальбутамол, фенотерол, орципреналін, гексопреналін та ізопреналін застосовуються також у акушерській практиці переважно внутрішньовенно при істміко-цервікальній недостатності, при загрозі передчасних пологів. Ізоксуприн застосовується переважно для лікування облітеруючих захворювань судин нижніх кінцівок (зокрема діабетичній ангіопатії, хворобі Рейно, облітеруючому ендартеріїті, облітеруючому атеросклерозі судин нижніх кінцівок), а також церебральному атеросклерозі та атеросклерозі судин сітківки. Кленбутерол застосовується також для швидкого нарощування м'язової маси культуристами або для підтримання форми тіла та схуднення сумісно з відвідуванням тренажерних залів.

## Побічна дія
При застосуванні селективних бета-2-адреностимуляторів найчастіше спостерігаються тремор рук та тахікардія (найчастіше при застосуванні сальбутамолу). При застосуванні неселективних β2-адреностимуляторів частіше спостерігаються побічні ефекти з боку серцево-судинної системи, викликані стимуляцією адренорецепторів міокарду та кровоносних судин — аритмії (у тому числі фібриляція передсердь, суправентрикулярна тахікардія та екстрасистолія), артеріальна гіпертензія або гіпотензія, явища ішемії міокарду. При тривалому неконтрольованому застосуванні β2-адреностимуляторів може спостерігатися «синдром рикошету» — парадоксальний бронхоспазм при підвищенні дози препарату, а також підвищення толерантності до препаратів групи. Серед інших побічних ефектів частіше спостерігаються алергічні реакції у вигляді кропив'янки або висипань на шкірі, нудота, блювання, стоматит та фарингіт (внаслідок подразнення слизових оболонок при інгаляційному застосуванні), збудження, судоми м'язів, метаболічні порушення (гіперглікемія, гіпокаліємія, гіперліпідемія, лактататацидоз).

## Протипокази
Бета-2-адреностимулятори протипоказані при підвищеній чутливості до препаратів групи, тахіаритміях, ішемічній хворобі серця, декомпенсованому тиреотоксикозі та цукровому діабеті, вираженій серцевій недостатності, некоригованій артеріальній гіпертензії. З обережністю застосовуються препарати групи при печінковій та нирковій недостатності, епілепсії. Β2-адреностимулятори не застосовується одночасно з бета-блокаторами у зв'язку із антагонізмом їх дії, а також із іншими адреностимуляторами у зв'язку із збільшенням ризику побічних ефектів. Препарати групи не застосовується із серцевими глікозидами у зв'язку із збільшенням ризику інтоксикації глікозидами, трициклічними антидепресантами та інгібіторами моноамінооксидази у зв'язку із ризиком розвитку гіпотонії.

## Заборона використання у спортсменів
Деякі препарати з групи бета-2-адреностимуляторів, а саме сальбутамол, сальметерол та формотерол, заборонений для використання спортсменами під час змагань згідно рішення Всесвітнього антидопінгового агентства як стимулятори дихальної системи, а кленбутерол також і як препарат із анаболічною дією., і виявлення цих препаратів в організмі спортсменів під час змагань може служити причиною їх дискваліфікації. Але частина спортсменів, які хворіють бронхіальною астмою, мають дозвіл на використання сальбутамолу, формотеролу та сальметеролу (але не кленбутеролу) від Всесвітнього антидопінгового агентства.